# 花楸岛

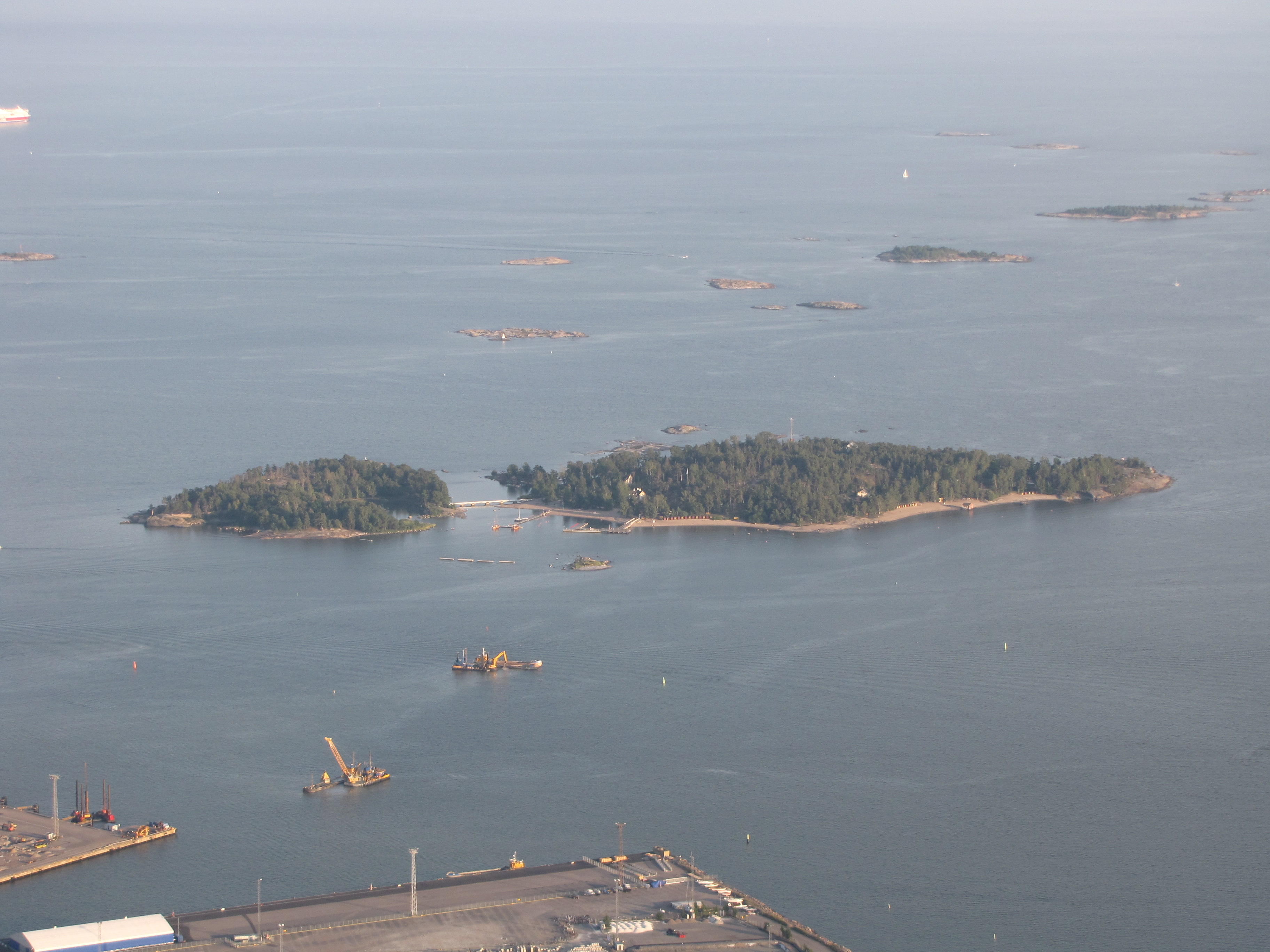
花楸岛鸟瞰

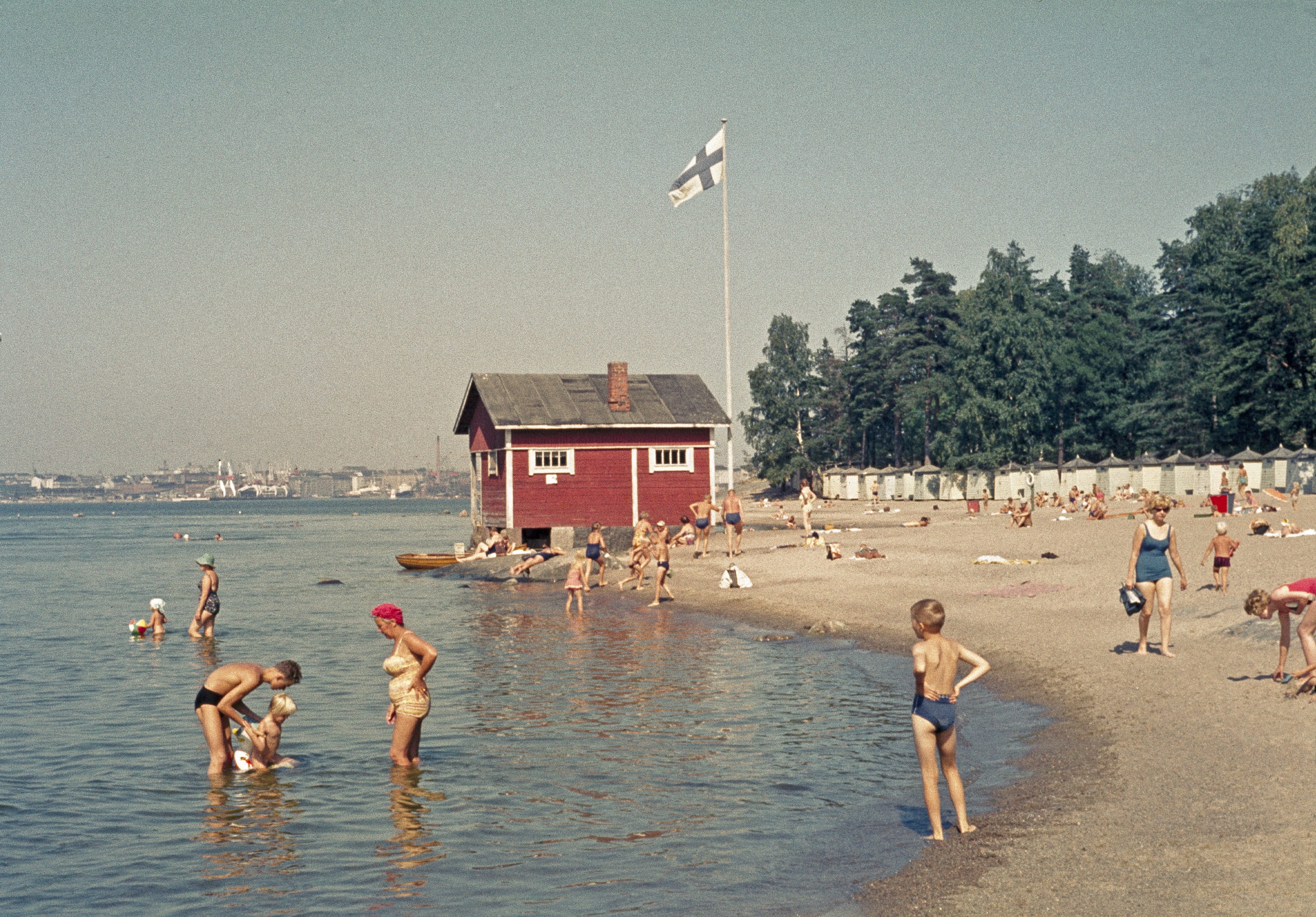
1963年时的花楸岛沙滩

花楸岛（芬蘭語：Pihlajasaari）是位于芬兰首都赫尔辛基的岛屿。
花楸岛事实上包括两个由桥梁相连的小岛（东花楸岛和西花楸岛）和一些岛礁，岛屿面积总共大约为26公顷。只有通过船只才能到达花楸岛。夏天的时候有一家私人船运公司提供摆渡服务。
花楸岛上没有常住居民，它是给市民提供一个户外休闲的地方。在较大的西花楸岛上有较大的沙滩可供游泳和日光浴，岛上也有一个餐馆。在较小的东花楸岛上有一个露营的地方以及一个不分性别的天体沙滩（芬兰有三个天体沙滩，另外一个是波里于泰里沙滩，还有一个男女分开的沙滩在赫尔辛基的伴侣岛上）。但跟西花楸岛上的沙滩不一样，天体沙滩几乎整个是在裸露的岩石上，很少有沙子。